# Liegi-Bastogne-Liegi 1927
La Liegi-Bastogne-Liegi 1927, diciassettesima edizione della corsa, fu disputata il 10 aprile 1927 per un percorso di 231 km. Fu vinta dal belga Maurice Raes, giunto al traguardo in 8h15'39" alla media di 27,960 km/h, precedendo i connazionali Jean Hans e Joseph Siquet. 
Dei 54 ciclisti alla partenza coloro che portarono a termine la gara al traguardo di Liegi furono 28.

## Ordine d'arrivo (Top 10)
| Pos. | Corridore           | Squadra | Tempo    |
| ---- | ------------------- | ------- | -------- |
| 1    | Maurice Raes        | -       | 8h15'39" |
| 2    | Jean Hans           | -       | s.t.     |
| 3    | Joseph Siquet       | Wonder  | s.t.     |
| 4    | Auguste Van Haelter | -       | s.t.     |
| 5    | Alexis Macar        | -       | s.t.     |
| 6    | Léon Briskot        | -       | s.t.     |
| 7    | François Gardier    | -       | s.t.     |
| 8    | Jean Wauters        | -       | s.t.     |
| 9    | Emile Joly          | -       | s.t.     |
| 10   | Ernest Mottard      | -       | s.t.     |